# Чокрак (притока Юшанли)
Чокра́к (інша назва Чукрак) — мала річка в Україні, в межах Чернігівського району Запорізької області. Ліва притока Юшанли (басейн Азовського моря).

## Опис і розташування
Довжина 10 км, площа басейну 46 км². Бере початок поруч із с-щем Красне. Протікає через с. Ільїне, Олександрівка, Калинівка. Тече на захід. Впадає в р. Юшанли біля с. Калинівка.
Притоки: маленькі поточки.